# Rino Pucci
Rino Pucci, född 29 januari 1922 i Chiesina Uzzanese, död 10 december 1986, var en italiensk tävlingscyklist.
Pucci blev olympisk silvermedaljör i lagförföljelse vid sommarspelen 1948 i London.